# Roman Češka
Roman Češka (* 29. ledna 1964 Plzeň) je bývalý český politik, v 90. letech 20. století předseda výkonného výboru Fond národního majetku a poslanec Poslanecké sněmovny za ODA.

## Biografie
Vystudoval gymnázium v Plzni a pak Vysokou školu ekonomickou v Praze. Následně
ještě po dva roky studoval obor psychologie a pedagogika na Univerzitě Karlově, ale po sametové revoluci už tuto druhou školu nedokončil. Pracoval v Ekonomickém ústavu Československé akademie věd. Roku 1990 nastoupil na nově zřízené ministerstvo privatizace jako poradce ministra Tomáše Ježka. Po volbách v roce 1992 se stal náměstkem ministra privatizace. V červnu 1994 vystřídal Tomáše Ježka po jeho odvolání na postu předsedy výkonného výboru Fondu národního majetku, kde působil do roku 1998.
Ve volbách v roce 1996 byl zvolen do poslanecké sněmovny za ODA (volební obvod Jihočeský kraj). Byl členem hospodářského výboru sněmovny. Na poslanecký mandát rezignoval v listopadu 1997. Důvodem rezignace byl souběh poslanecké funkce a postu v čele FNM. Ve sněmovně ho nahradil Miroslav Leština.
V roce 1997 se zapojil do debat okolo dalšího směřování ODA. V polovině února 1997 vyzval otevřeným dopisem celé vedení strany k demisi. V září 1997 pak oznámil, že na následující celostátní konferenci strany dá svou funkci s dispozici.
V roce 1999 založil společně se svou manželkou a několika dalšími podnikateli konzultantskou firmu Value Added.
K říjnu 2018 působí v funkci ekonoma Arcibiskupství pražského. Jak uvedl pro Radiožurnál, jeho úkolem je, aby katolická církev přežila současnou dobu, odluku od státu. Výše restitucí majetků církví podle něj není nadsazená, nejde ani o vymyšlené nebo přehnané číslo, naopak existuje několik problematických bodů, které jsou v neprospěch církví. 